# Demand Side Response
Demand Side Response (DSR) — dosłownie: „odpowiedź odbioru”. Zmiana (najczęściej redukcja) zapotrzebowania w celu utrzymania równowagi między popytem i podażą energii elektrycznej i tym samym zapewnienia bilansu w krajowym systemie elektroenergetycznym.
Programy DSR są najczęściej prowadzone przez operatorów systemów energetycznych. Mogą stanowić alternatywę dla budowy rzadko wykorzystywanych elektrowni lub sporadycznie przeciążanych sieci energetycznych. Programy DSR o szybkim czasie działania mogą też wspomagać bieżące bilansowanie i wykorzystanie źródeł odnawialnych oraz szybką odpowiedź odbiorców energii. Udział w programach jest dobrowolny, a zaangażowane przedsiębiorstwa otrzymują wynagrodzenie w zamian za gotowość do redukcji.

## DSR w Polsce
Programy DSR zostały wprowadzone przez Polskie Sieci Elektroenergetyczne, pełniące rolę operatora systemu przesyłowego elektroenergetycznego, w 2013. Z szerokim zainteresowanemu odbiorców spotkały się dopiero po wprowadzeniu odpłatności za dyspozycyjność w lipcu 2017. Celem była aktywizacja strony popytowej na rynku energii elektrycznej, przede wszystkim przedsiębiorstw przemysłowych będących znaczącymi odbiorcami energii, pod kątem wsparcia stabilnego funkcjonowania systemu elektroenergetycznego i zapobiegania blackoutom.
Program wdrożono po kryzysie wywołanym rekordową falą upałów w sierpniu 2015. Spowodowały one lawinowy wzrost popytu na energię elektryczną, m.in. z uwagi na działanie urządzeń klimatyzujących. Jednocześnie w wyniku suszy i zbyt wysokiej dla ryb temperatury rzek, uniemożliwiającej pełne wykorzystanie układów chłodzenia w wielu elektrowniach konwencjonalnych (węglowych), a także trwających wówczas remontów i prac modernizacyjnych oraz mniejszych i większych awarii elektrowni, z systemu elektroenergetycznego zniknęło około jednej trzeciej mocy. Doprowadziło to do ogłoszenia najwyższego 20. stopnia zasilana i tym samym ograniczenia dostaw prądu do największych konsumentów korporacyjnych. Koszty tych ograniczeń dla gospodarki oszacowano na kilka miliardów złotych.
Wdrożenie mechanizmu DSR było jednym z narzędzi, które w kolejnych latach zapewniły rezerwy mocy na wypadek wystąpienia podobnych deficytów i pozwoliły uniknąć blackoutu. W programie DSR na rynku mocy biorą udział przedsiębiorstwa posiadające co najmniej 200 kW mocy przyłączeniowej, które mogą zmniejszyć pobór mocy w odpowiedzi na wezwanie operatora systemu elektroenergetycznego w razie wystąpienia krytycznych deficytów mocy. Redukcja taka jest możliwa poprzez czasowe ograniczenie poboru mocy, przesunięcie poboru na inne godziny, włączenie własnych źródeł wytwarzania lub uruchomienie magazynów energii. W zamian za dobrowolne przystąpienie do programu i gotowość do redukcji podmioty te otrzymują stałe wynagrodzenie.
Interwencyjne wezwanie do redukcji (tzw. okres przywołania na rynku mocy) było dotychczas ogłoszone przez operatora systemu przesyłowego dwa razy:
- 23 września 2022 w godz. 19:00–21:00[14]. Wynikało to m.in. z bezwietrznej pogody, która ograniczyła produkcję prądu w farmach wiatrowych, przy dużej ilości awarii i remontów w elektrowniach konwencjonalnych oraz braku możliwości uzupełnienia deficytu importem[15]. Wg danych PSE, zapotrzebowanie na energię w ww. godzinach spadło o blisko 5 proc. względem wcześniejszych prognoz, dzięki czemu gospodarka przetrwała krytyczny okres bez szwanku[16].
- 6 listopada 2024 w godz.16:00–19:00[17]. Powodem była niska generacja odnawialnych źródeł energii (przede wszystkim wiatrowych) oraz niedostępność mocy w części jednostek konwencjonalnych, wynikająca z ich remontów i awarii[18]. Także następnego dnia istniało duże prawdopodobieństwo ponownego ogłoszenia okresu przywołania. Udało się go uniknąć m.in. dzięki skorzystaniu przez Polskę z awaryjnego importu energii. Jak wynika z danych PSE, 7 listopada 2024 między godz. 11:00 a 14:00 importowano 900 MW mocy[19].

Obecnie DSR zapewnia w Polsce blisko 1,5 tys. MW na rynku mocy. Raporty i dane nt. DSR są regularnie publikowane przez Enel X, będący największym agregatorem programu na polskim rynku.